# イーアイエス
株式会社イーアイエス (EIS,Inc) は、福岡市中央区天神に本社を構える企業。
主な事業として、英国エコノミスト日本語オンラインサービスを運営しており、毎週発刊の「The Economist誌（英国エコノミスト）」を日本語に翻訳をし、インターネットを利用して、会員向けに配信をしている。

## 概要
- 代表者　武石理恵
- 本社所在地　福岡県福岡市中央区天神1-6-8天神ツインビル9F

## 主な事業内容
- 出版物の翻訳及びインターネットを利用した翻訳物の情報提供（「The Economist誌（英国エコノミスト）」の日本語翻訳インターネット配信など）
- 新聞、雑誌、書籍その他印刷物の出版、販売及び輸出入
- 会議、講演、研究会、イベント及び各種セレモニーの企画、運営、管理
- 情報提供サービス業並びに情報処理サービス業

　など

## 沿革
- 2001年08月　株式会社イーアイエス設立（資本金1,000万円）
- 2001年09月　英国エコノミスト社との契約調印
- 2001年11月　福岡県ギガビットハイウェイ開設、メインコンテンツとして紹介
- 2002年04月　英国エコノミスト日本語オンラインサービス開始
- 2002年11月　資本金1,900万円へ増資
- 2005年02月　航空自衛隊英会話部外委託集合訓練へ講師派遣
- 2005年03月　英国エコノミスト社との契約更新調印
- 2005年07月　英国エコノミストウェブサイトへの無料接続サービス開始（会員特典）
- 2005年10月　英国エコノミスト誌編集長ビル・エモット講演会を開催（東京・福岡）
- 2005年12月　資本金4,900万円へ増資